# Stenostomum lucidum
Stenostomum lucidum là một loài thực vật có hoa trong họ Thiến thảo. Loài này được (Sw.) C.F.Gaertn. miêu tả khoa học đầu tiên năm 1806.